# Площа Синьйорії

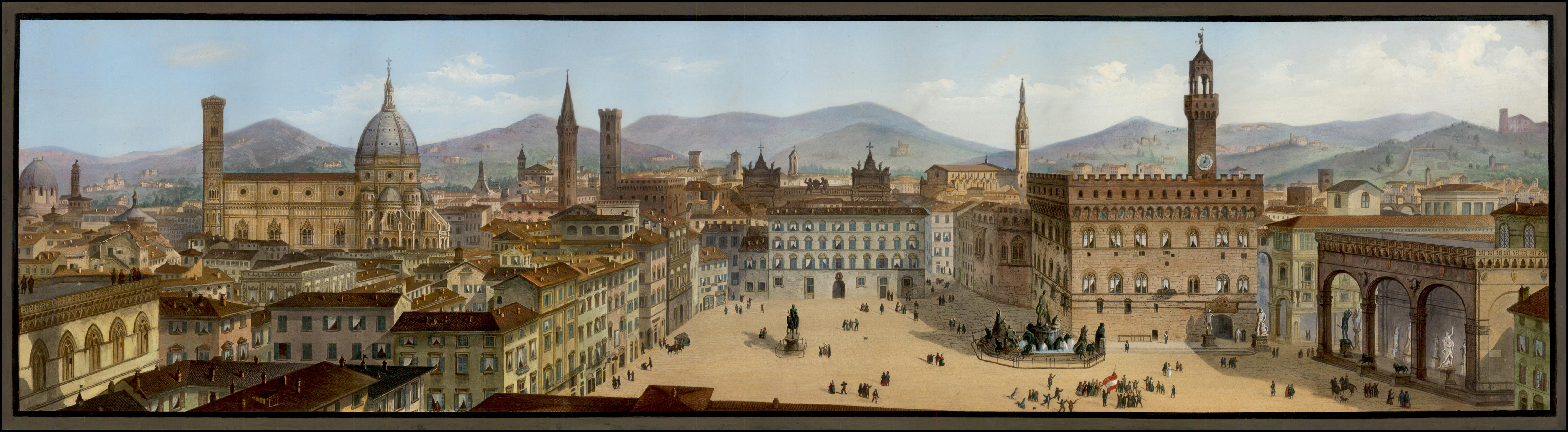
Площа Синьйорії, картина близько 1830 р.

43°46′11″ пн. ш. 11°15′20″ сх. д. / 43.769722222222° пн. ш. 11.255555555556° сх. д.
Площа Синьйорії (італ. Piazza della Signoria) — L-подібна площа перед Палаццо Веккйо у Флоренції. Площа була центром політичного життя за часів Флорентійської республіки.

## Історія
У римський період на місці площі був театр. Пізніше тут було збудовано 36 веж, у яких оселилася родина Уберті, що належала до гібеллінів. У 1260 році після перемоги гвельфів всі будівлі родини Уберті були зруйновані. Після цього й утворилася площа. За свою історію вона змінила кілька імен: площа Пріорів, площа Великого герцога та площа Нації.
На площі розташовувалася Синьйорія Флорентійської республіки. Резиденцією був палац Синьйорії (італ. Palazzo della Signoria), споруджений Арнольфо ді Камбіо в 1298—1310 роках. Цей палац також відомий як палаццо Веккйо. Уряд республіки очолював Гонфалоньєр справедливості (італ. Gonfaloniere della Giustizia). В уряд входили 24 пріори, які обиралися на два місяці. Протягом усього цього періоду вони мали перебувати у палаці, збирати Колегії (Collegi) та приймати рішення.
Якщо в результаті голосування необхідно було когось страчувати, то жертву поміщали в комірчину над залом засідань, що розташовувалася у вежі під дзвоном. У 1433 році там був ув'язненний Козімо Медічі, і там же в 1498 року провів свої останні дні Джироламо Савонарола.
Після приходу до влади Козімо Медічі всі республіканські установи було ліквідовано, а сам Козімо оселився в палаццо Веккйо. У 1478 році на площі у віконних отворах палацу були повішені змовники, які напали на Лоренцо та Джуліано Медічі. 23 травня 1498 року на площі було спалено Савонаролу таі двох його сподвижників-домініканців. Про цю подію нагадує кругла плита, встановлена на бруківці перед Фонтаном Нептуна.

## Скульптури на площі Синьйорії
Статуї площі Синьорії — не просто низка високохудожніх творів, але справжній алегоричний цикл, єдиний у світі свого роду, який мав надихати правителів міста на шляху до Палаццо Веккйо.
Лоджія Ланці була побудована в період з 1376 по 1382 рік Бенчі ді Чоне і Сімоне ді Франческо Таленті та призначалася для збібрань і прийомів Флорентійської республіки. Нині вона є своєрідним музеєм просто неба. Тут встановлені численні скульптури, що зображують міфологічних античних героїв. Шість античних статуй із зображеннями жіночих фігур походять, мабуть, з форуму Траяна, вони були виявлені у XVI столітті.
| Іл.           | Назва                             | Автор                                                    | Рік       | Примітки |
| ------------- | --------------------------------- | -------------------------------------------------------- | --------- | --- |
|               | «Мардзокко» (копія)               | Донателло                                                |           | Лев з півниками на щиті. Ще два кам'яних леви були встановлені біля лоджії Ланці. |
|               | «Юдиф з головою Олоферна» (копія) | Донателло                                                | 1455-60   | Спочатку її було виготовлено для палацу Медічі, а після оголошення республіки і розграбування палацу було перенесено на площу Синьйорії. |
|               | Фонтан Нептуна                    | Бартоломео Амманаті                                      |           | Створений з нагоди вінчання Франческо I Медічі в 1570 році. |
|               | «Давид» (копія)                   | Мікеланджело                                             | 1501-4    | Давид був встановлений ліворуч від входу до палацу (1873 року оригінал прибрали до музею, а 1910-го року поставили копію). Оригінальна скульптура була виготовлена за часів Другої республіки (1494—1512). Під Голіафом, на майбутній сутичці з яким зосереджений Давид, мали на увазі французького короля Карла VIII і римського папу Александра VI Борджіа, які намагалися захопити місто. |
|               | «Геркулес, що переміг Какуса»     | Баччо Бандінеллі                                         |           | Ця скульптура загороджує плаский камінь у стіні з надряпаним людським профілем. За переказами, Мікеланджело побився об заклад, що зможе виконати портрет злочинця, якого збиралися вішати на площі, повернувшись до зображення спиною. |
|               | Кінний пам'ятник Козімо I         | Джамболонья                                              | 1594-8    | Пам'ятник великому герцогу Тоскани Козімо I (1519—1574) |
| Лоджія Ланці: |                                   |                                                          |           | |
|               | «Персей» (оригінал)               | Бенвенуто Челліні                                        | 1545—1554 | |
|               | «Викрадення сабінянок»            | Джамболонья                                              | 1582      | Встановлена на площі в 1583 році |
|               | «Геркулес і Несс»                 | Джамболонья                                              |           | |
|               | «Менелай з тілом Патрокла»        |                                                          |           | Антична статуя |
|               | «Викрадення Поліксени»            | Піо Феді                                                 | 1865      | |
|               | Леви Медічі                       | Джованні Фанчеллі (ліворуч) та Фламініо Вакка‎ (праворуч) |           | |
|               | Статуя невідомої жінки № 1        |                                                          |           | Ідеалізовану голову додано пізніше. |
|               | Статуя невідомої жінки № 2        |                                                          |           | Ідеалізовану голову додано пізніше. |
|               | Статуя Туснельди                  |                                                          |           | Зображує знатну полонянку з варварського племені херусків |
|               | Статуя Матидії                    |                                                          |           | |
|               | Статуя Марціани                   |                                                          |           | |
|               | Статуя Агріппіни Молодшої         |                                                          |           | |

Майже всі скульптури на площі Синьйорії є копіями.